# 난카이 전기 철도 2000계 전동차
난카이 전기 철도 2000계 전동차(일본어: 南海2000系電車)는 1990년부터 운행하고 있는 난카이 전기 철도의 전동차이다.
기존에 운행하고 있던 2200계, 20001계, 21000계를 대체하기 위해 제작되었다. 전 편성이 도큐차량제조에서 제조되었다.